# Röd beryll
Röd beryll, tidigare känd som bixbit och marknadsförd som röd smaragd eller scharlakansröd smaragd, är en extremt sällsynt variant av beryll samt ett av de sällsynta mineralerna på jorden.(p19)  Ädelstenen får sin röda färg från manganjoner inbäddade inuti berylliumaluminiumcyklosilikatkristaller. Färgen på röd beryll är stabil upp till 1 000 °C. Röd beryll kan förekomma i olika färgnyanser som jordgubbe, ljus rubin, körsbär och apelsin.
De största kristallerna av röd beryll är cirka 2 cm breda och 5 cm långa. De flesta kristaller är dock under 1 cm långa. Sedan början av 2010-talet har den röda sorten av pezzottait sålts på marknader som röd beryll av vissa säljare.

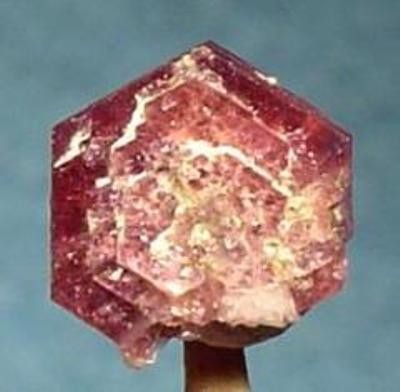
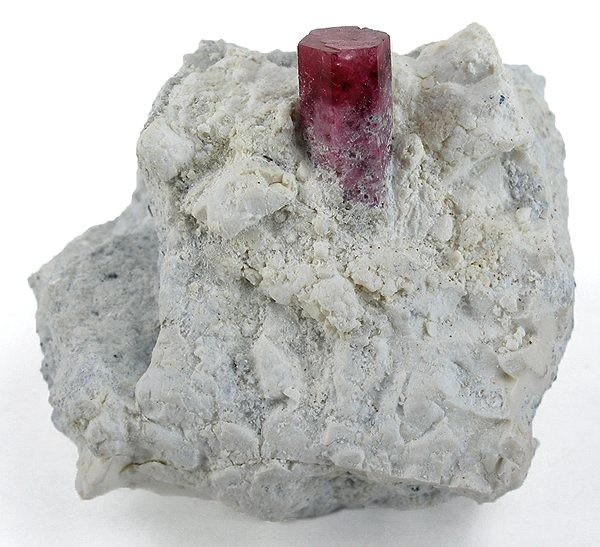
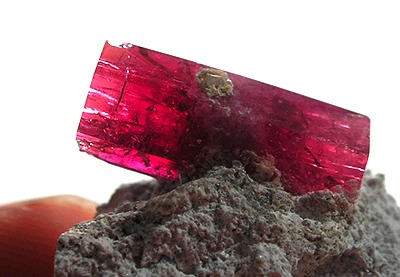
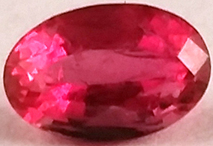
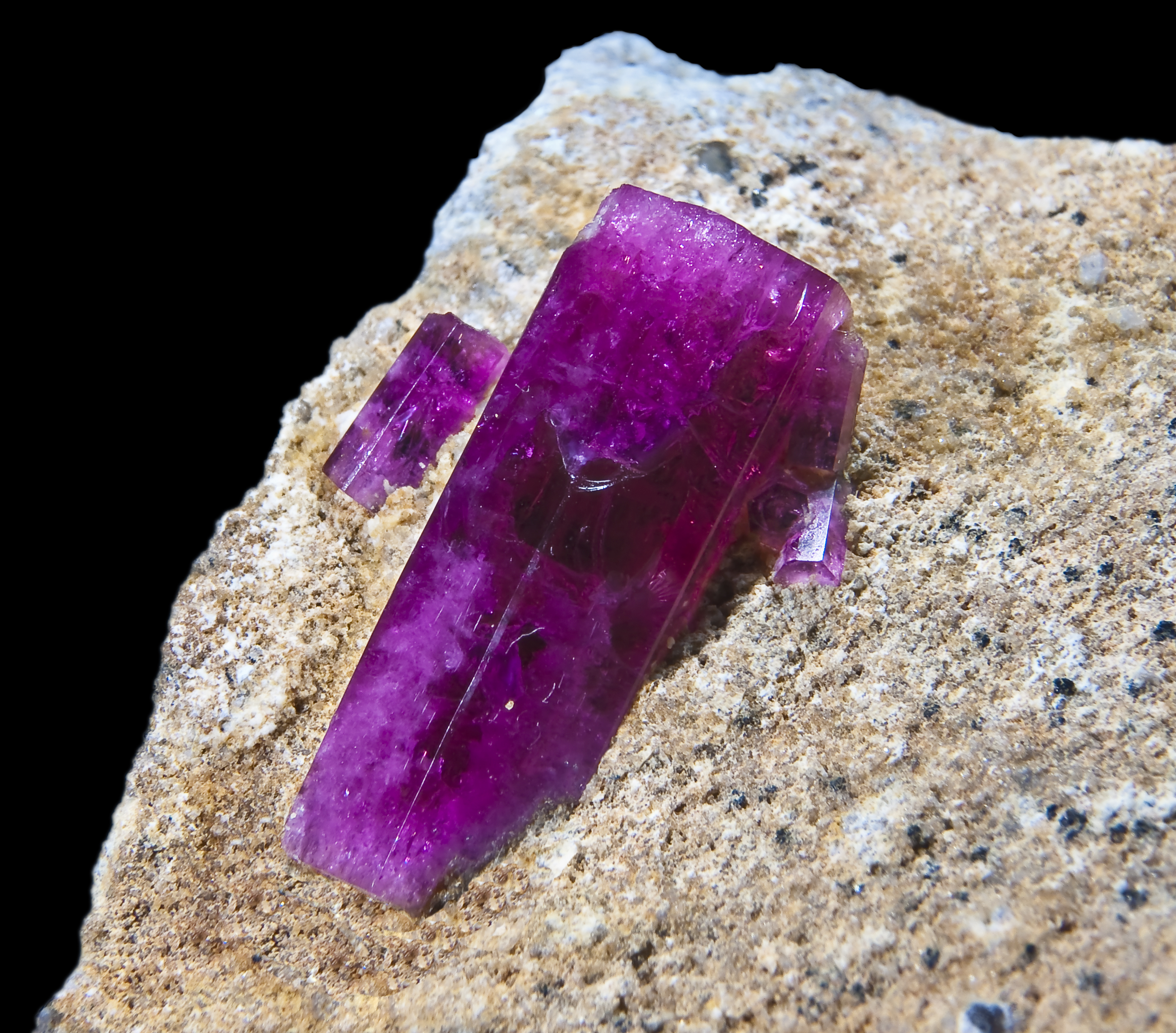
Bixbit

## Historik
Röd beryll upptäcktes 1904 av Maynard Bixby i Wah Wah-bergen i Utah, USA. År 1912 döptes ädelstenen till bixbit av Alfred Eppler efter Maynard Bixby. Den gamla synonymen "bixbit" är utfasad, eftersom den kan orsaka förväxling med mineralet bixbyit.

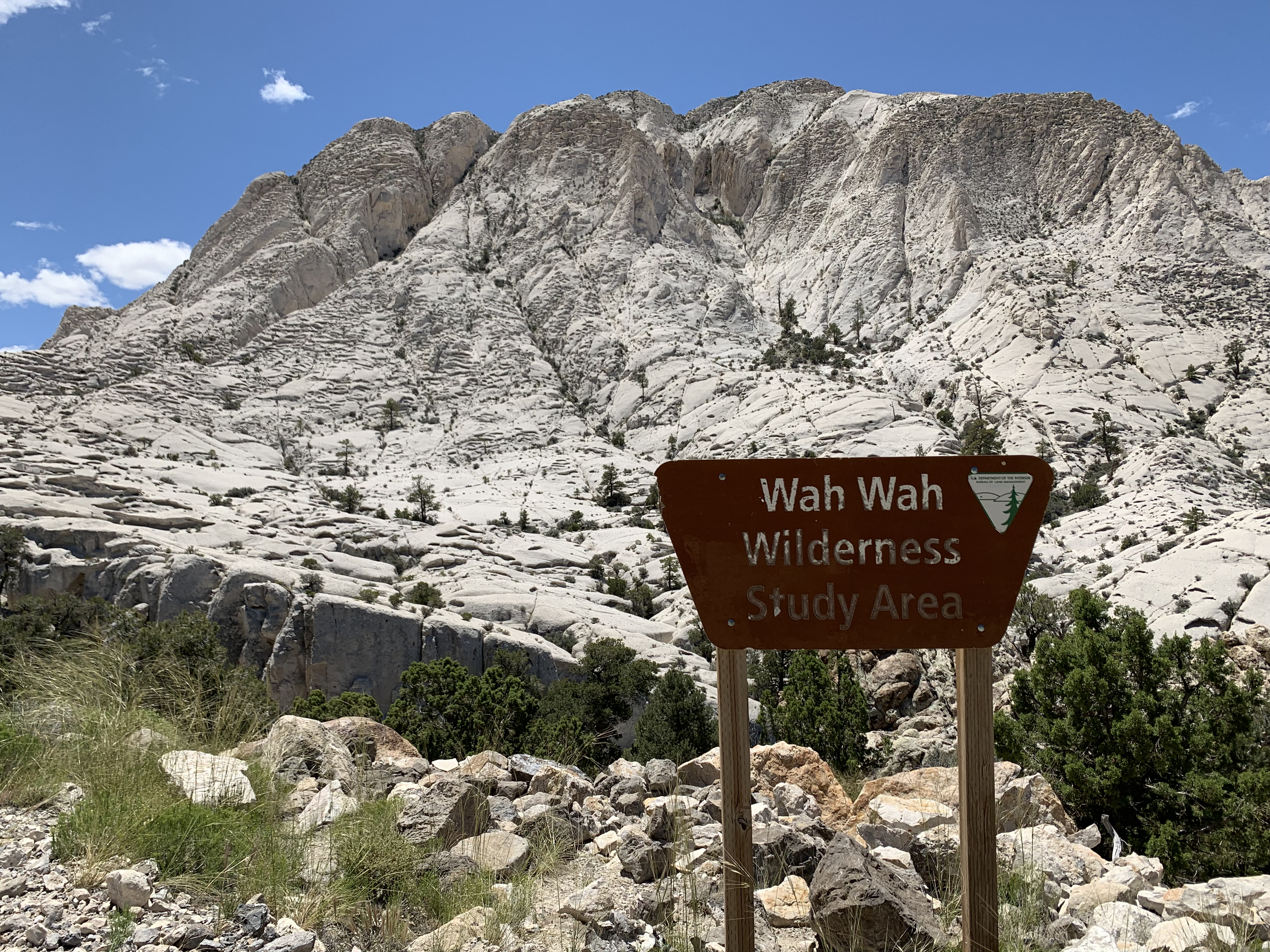
Röd beryll av ädelstenskvalitet har endast hittats i Wah Wah-bergen.

Den största koncentrationen av röd beryll av ädelstenskvalitet kommer från Ruby-Violet Claim i Wah Wah-bergen i mitten av västra Utah, upptäckt 1958 av Lamar Hodges i Fillmore, Utah, där han letade efter uran. Detta anspråk köptes 2020 av Denise Knoeller som en del av Red Emerald Inc.

## Egenskaper
Den mörkröda färgen på röd beryll tillskrivs Mn3+-joner. Råkristaller av röd beryll kan lätt särskiljas av hexagonala kristallsystem. Ädelstenen har varit känd för att förväxlas med pezzottait, en cesiumanalog av beryll, som har hittats på Madagaskar och på senare tid i Afghanistan. Bearbetade ädelstenar av de två varianterna kan särskiljas genom deras skillnad i brytningsindex. Röd beryll liknar smaragd och skiljer sig från andra beryller genom att den har inneslutningar som fjädrar och frakturer. Några mineralinneslutningar är kvarts, fältspat, hematit och bixbyit.

### Kemi

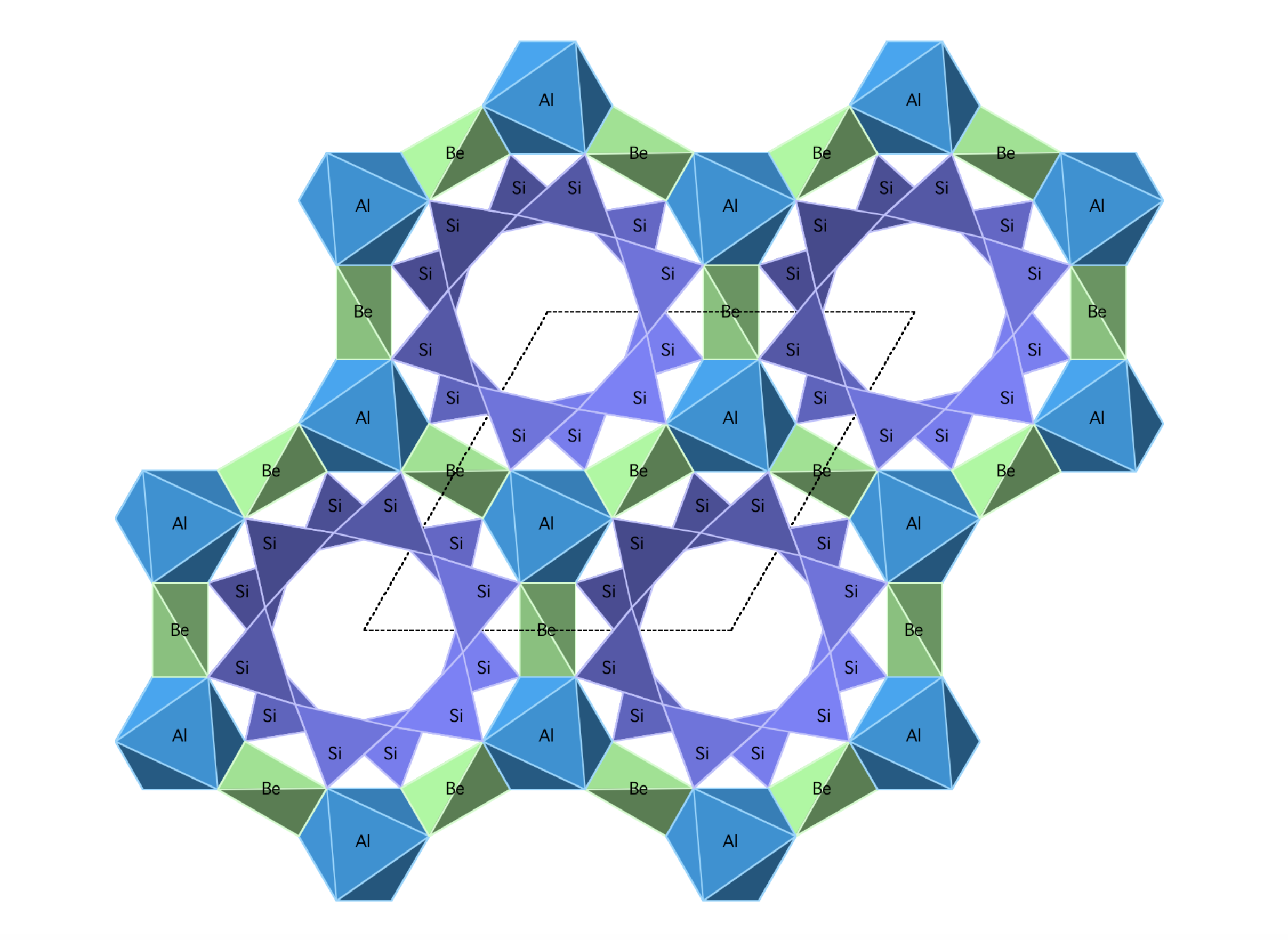
Arrangemang av koordinationskomplexer som bildar den hexagonala strukturen i beryllkristallen.

Det hexagonala kristallsystemet som finns hos beryller är bildat av AlO6-oktaedrar, såväl som BeO4- och SiO4-tetraedrar. De sexkantiga kanalerna hos röd beryll är i första hand tomma och inget detekterbart vatten har hittats i dessa. Röd beryll får dess färg genom naturlig kemisk dopning, varvid Mn3+O6 ersätter AlO6 i vissa positioner. Den djupa färgen Mn3+O6 kan delvis förklaras av Jahn-Teller-effekten på otillåtna spinnövergångar.

## Förekomst
Medan ädelberyller vanligtvis finns i pegmatiter och vissa metamorfa bergarter, bildas röd beryll i topasbärande ryoliter. Den bildas genom att kristallisera under lågt tryck och hög temperatur från en pneumatolytisk fas längs sprickor eller i ryolitens miarolitiska håligheter nära ytan. Närliggande mineraler är bixbyit, kvarts, ortoklas, topas, spessartin, pseudobrookit och hematit. Syntetisk röd beryll framställs med hjälp av hydrotermisk process liknande den som används för smaragder, men kobolt och mangan används som dopmedel för att producera en mörkröd ädelsten.